# Intradosso
Intradosso è un termine che indica il lato inferiore di una struttura; ha diverse applicazioni, secondo la materia di riferimento, specie nell'ingegneria e nell'architettura. Il termine complementare, estradosso, indica il lato superiore della struttura.

## Architettura
In architettura è detto anche imbotte ed è usato spesso per indicare la superficie interna di un arco o di una volta.
Il termine può poi riferirsi al lato inferiore di un solaio o di una trave, al vano interno di una porta o di una finestra. L'intradosso è maggiormente in evidenza se il varco è strombato, in modo che lo spessore del muro non costituisca un ostacolo per la visuale o per il passaggio della luce. Quando si parla della superficie esterna di un arco, viene usato il termine di estradosso, termine complementare di intradosso: mentre quest'ultimo è concavo, l'estradosso è convesso.

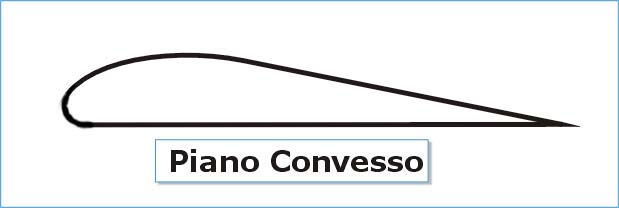

## Aeronautica
In aeronautica l'intradosso indica il lato inferiore di un'ala e, in genere, di qualsiasi profilo aerodinamico; l'estradosso indica il lato superiore.